# Animal Tracks (musikalbum, USA)
Animal Tracks är ett musikalbum med The Animals, utgivet i USA september 1965 av skivbolaget MGM Records. Albumet utgavs även i en brittisk version av skivbolaget Columbia maj 1965.

## Låtlista
Sida 1
1. "We Gotta Get Out of This Place" (Barry Mann/Cynthia Weil) – 3:17
2. "Take It Easy Baby" (Alan Price/Eric Burdon) – 2:51
3. "Bring It On Home to Me" (Sam Cooke) – 2:40
4. "The Story of Bo Diddley" (Eric Burdon/Ellas McDaniel) – 5:42

Sida 2
1. "Don't Let Me Be Misunderstood" (Bennie Benjamin/Sol Marcus/Gloria Caldwell) – 2:25
2. "I Can't Believe It" (Eric Burdon) – 3:35
3. "Club A-Go-Go" (Eric Burdon/Alan Price) – 2:19
4. "Roberta" (Al Smith/John Vincent) – 2:04
5. "Bury My Body" (Trad., arr.: Alan Price) – 2:52
6. "For Miss Caulker" (Eric Burdon) – 3:55

## Medverkande
Musiker
- Eric Burdon – sång
- Alan Price – keyboard
- Dave Rowberry – keyboard (på "We Gotta Get Out Of This Place" och "I Can't Believe It")
- Hilton Valentine – gitarr
- Chas Chandler – basgitarr
- John Steel – trummor

Produktion
- Mickie Most – musikproducent
- Val Valentin – ljudtekniker